# 沃夫冈·哈肯
沃夫冈·哈肯（德語：Wolfgang Haken，1928年6月21日—2022年10月2日）是一名德国数学家，主要研究为拓扑学，尤其是三维流形方面。1976年，他与伊利诺伊大学的同事凱尼斯·阿佩爾一道完成了著名数学定理：四色定理的最终证明。他们证明了：如果在平面上划出一些邻接的有限区域，那么在合适的条件下，必定可以用四种颜色来给这些区域染色，使得每两个邻接区域染的颜色都不一样。
哈肯的工作还包括引入了如哈肯流形、内色－哈肯有限性等重要概念。他的大部分工作都有算法方面的内容，也是对算法拓扑有重要影响的人之一。他在这一领域的一个重要贡献是提出了验证纽结能否解开的算法。
1979年，哈肯因证明了四色定理而被美国数学学会授予富尔克森奖。

## 生平
哈肯出生于德国柏林，在基尔大学学习数学、哲学与物理学。1953年获得博士学位。
1954年至1962年，哈肯在慕尼黑的西门子公司的研发部门从事微波技术方面的研发工作。在此期间，他仍旧进行着数学方面的研究，并在验证纽结是否可解的算法方面有不少发现。伊利诺伊大学因此邀请他为客座教授。1965年，他成为了全职教授。1990年，哈肯被法兰克福大学授予荣誉博士头衔。
1967年，研究四色问题的数学家亨利·希尔为了利用电子计算机解决四色问题而访问美国，并认识了沃夫冈·哈肯。哈肯在1948年曾经旁听过希尔提出不可避免集的课程，之后对四色定理产生了持续的兴趣。两人通过信件交流合力作出了很多进展，为最终解决四色问题铺平了道路。1971年，阿佩尔也开始在哈肯的介绍下研究四色问题。然而当时哈肯对解决四色问题的前途感到悲观，因为寻找并验证合适的不可避免可约构形集实在过于复杂，即便借助计算机也需要过多的时间:193。
1975年，他们得到了当时还是博士学生的约翰·科赫的支持，后者帮助他们提供了可约性验证算法工作上的帮助。1976年3月，哈肯和阿佩尔终于得到了一个由1936个构形组成的不可避免集，对应的放电过程由487条规则构成:26。同时伊利诺伊大学的主电脑也更换成运算速度更高的IBM 360，为计算节省了大量时间。经过电脑1200小时的验证，他们终于在6月得出：1936个构形都是可约构形。这代表着四色定理最终的解决:35。这时候他们的几个竞争对手如阿莱尔、斯瓦特等的工作也将近尾声。
1976年6月22日，哈肯和阿佩尔首次在美国数学协会于多伦多大学召开的美国数学学会夏季会议公布了他们的结果。不久，伊利诺伊大学数学系的邮戳上加上了“四色足够”（FOUR COLORS SUFFICE）的一句话，以庆祝四色猜想得到解决:24。9月，美国数学学会的公告专栏上刊登了两人证明四色定理的消息。

## 家庭
哈肯家中有六个儿子。长子亚民·哈肯是逻辑学家，哥哥赫曼·哈肯是著名物理学家，以激光理论和协同学理论方面的研究闻名。